# سیارک ۱۰۶۵۹
سیارک ۱۰۶۵۹ (به انگلیسی: 10659 Sauerland، نامگذاری:3266T-1) ده هزار و ششصد و پنجاه و نهمین سیارک کشف شده‌است که در ۲۶ مارس ۱۹۷۱ کشف شد.
قدر مطلق سیارک برابر ۱۹٫۵ است.